# Hand–arm-vibrationssyndrom
Hand–arm-vibrationssyndrom, HAVS, är en medicinsk term på en vibrationsskada som kan uppstå i fingrar, händer och armar vid arbete med vibrerande verktyg eller maskiner. En HAVS-skada kan delas in i tre undergrupper: neurologiska skador, vaskulära skador och muskel–skelett-skador. Dessa skador kan uppkomma enskilt eller i kombination.

## Neurologiska skador
Begynnande symptom brukar vara stickningar och/eller domningar i händer och fingrar. Efter ett tag kan dessa övergå till försämrad känsel och nedsatt finmotorik. En fullt utvecklad neurologisk HAVS-skada är obotlig och den ger en hög invaliditet förenad med arbetsoförmåga. I ett sådant stadium har mycket av handens normala förmåga försvunnit vilket bland annat kan medföra att den drabbade tappar saker lätt och har svårt att sätta i en nyckel i ett lås eller att hälla upp dryck i ett glas. Karpaltunnelsyndrom är en annan vanlig neurologisk HAVS-skada. Om denna skada åtgärdas i tid är prognosen ofta god för ett tillfrisknande.

## Vaskulära skador
Denna skada drabbar handen och fingrarnas fina blodkärl som drar ihop sig okontrollerat (vasospasm), speciellt då handen utsätts för lättare kyla. Effekten blir att delar av fingrarna (eller handen) blir vita, så kallat vita fingrar. Under ett sådant förlopp får man en känselnedsättning i de områden som har blivit vita. När blodet sedan kommer tillbaka, det vill säga när vasospasmen släpper, upplever personen ofta ett mycket stort obehag i form av stickningar och smärta.

## Muskel–skelett-skador
Typiska symptom är till exempel förslitningar (artros) i leder och/eller försämrad kraft i händer och fingrar.

## Medicinska kontroller i arbetslivet (AFS 2019:3)
För att undvika att HAVS uppstår är arbetsgivare i Sverige skyldiga att erbjuda arbetstagare Medicinska kontroller i arbetslivet enligt AFS 2019:3. En arbetstagare skall erbjudas undersökning innan hen påbörjar vibraitonsarbetet  om exponeringen: 1. överstiger insatsvärdet (2,5 m/s2  A(8)) för hand- och armvibrationer enligt Arbetsmiljö- verkets föreskrifter om vibrationer, 2. sker på sådant sätt att misstanke finns om att exponeringen kan orsaka ohälsa, eller 3. orsakat vibrationsskador, eller gett misstanke om vibrationsskador, hos en annan arbetstagare, som har exponerats på ett liknande sätt . Då det inte finns någon säker gräns för slående verktyg eller högfrekvent vibrerande verktyg bör arbetstagare som utsätts för detta alltid erbjudas undersökning .
Undersökningen skall enligt AFS 2019:3 innehålla uppgifter om:
a) tidigare och nuvarande arbetsförhållanden, med särskild inriktning på exponering för vibrationer och stötar, b) tidigare och nuvarande sjukdomar, c) läkemedelsanvändning och tobaksbruk, d) tidigare och nuvarande besvär som är eller kan vara vibrationsrelaterade och deras i. debut, ii. frekvens, iii. allvarlighetsgrad, iv. utbredning, och v. relation till exponering,
En klinisk undersökning genomföras av händer, armar, skuldror och nacke med avseende på 
a) muskuloskeletala besvär, b) besvär relaterade till eventuella skador på i. kärl, ii. nerver, och iii. hud,
I övrigt ingå vad som kan behövas för att bedöma om arbetstagaren löper risk för ohälsa i samband med arbete där vibrationer förekommer, och
En bedömning göras avseende sambandet mellan eventuella besvär och arbetstagarens aktuella arbetssituation.
Nervundersökningen bör genomföras med minst fyra olika undersökningsmetoder: Semmes-Weinstein monofilament för beröringssinne, Temproll (25 C och 40 C) för temperatursinne, statisk tvåpunktsdiskriminering (2PD) för förmågan att känna skillnad på två punkter samt stämgaffel för vibrationssinne . Metodiken finns beskriven i nationella guidelines. Då 2PD främst används för att avgöra finmotorik är Purdue Pegboard ett bättre alternativ .  Därutöver bör undersökning av nerver innehålla undersökning för karpaltunnelsyndrom med Phalens  och Tinells  test.